# Glicerol yodado
El glicerol yodado, un derivado de metilo del domiodol, es una mezcla isomérica de dímeros yodados de glicerol. Es un fármaco empleado como expectorante y, a veces, para tratar la bronquitis crónica, sin embargo, el uso de glicerol yodado en pacientes con este tipo de bronquitis ha producido resultados contradictorios. El uso de mucolíticos o expectorantes en la enfermedad pulmonar obstructiva crónica es controvertido.
La nueva formulación del producto registrado Organidin NR® ya no contiene glicerol yodado, si no guaifenesina.

## Mecanismo de acción
El mecanismo de acción preciso del glicerol yodado no se conoce. El glicerol yodado se absorbe intacto en el torrente sanguíneo y luego se metaboliza en yoduro y glicerol. En el hombre, los estudios farmacocinéticos muestran que dosis únicas de glicerol yodado proporcionan concentraciones séricas máximas medias (Cmax) de aproximadamente 119 μg por cien de yoduro y una Cmax, de aproximadamente 275 μg por cien, después de múltiples dosis de cuatro veces al día. El yoduro parece ser secuestrado brevemente en las glándulas exocrinas, incluidas las glándulas bronquiales, y luego es secretado junto con un aumento del flujo de las vías respiratorias y mucoproteínas; el yoduro puede estimular el reflejo gastropulmonar en dosis relativamente grandes (0.1 g/kg); el yoduro tiene una potente acción mucolítica; y dado que es un electrolito, el puede tener un efecto estimulante sobre la acción ciliar.
El uso prolongado de glicerol yodado se ha asociado con disfunción tiroidea y erupciones cutáneas graves. También se han producido alteraciones gastrointestinales y reacciones de hipersensibilidad.
A finales de la década de 1990, se incluyó este compuesto entre la lista de carcinógenos nasales. Se examinaron casi 500 estudios a largo plazo sobre carcinogenicidad en roedores llevados a cabo por el Instituto Nacional del Cáncer y el Programa Nacional de Toxicología, y se identificaron 12 sustancias químicas que producían tumores nasales entre los que se encontraba el glicerol yodado. La investigación se llevó a cabo en ratas y ratones y se notaron adenomas, carcinomas o adenocarcinomas; además, se observaron rabdomiosarcomas en dos machos y en dos hembras a dosis altas.
Debido a su contenido de yodo, se ha notado desarrollo de disfunción tiroidea (hipertiroidismo e hipotiroidismo) después de administrar glicerol yodado a pacientes cuya función de la glándula tiroides era previamente normal (eutiroideos). Deben llevarse a cabo pruebas basales de función tiroidea se realicen antes de iniciar el tratamiento con glicerol yodado; se debe retirar la medicación si se obtienen resultados anormales durante el uso.

## Uso en embarazo y lactancia
En ninguno de los casos se recomienda.

## Actualmente
En 1993 la FDA dictaminó que, debido su potencial carcinogénico, el glicerol yodado debía ser retirado del mercado, así como todos los productos que lo tuvieran como ingrediente coadyuvante.